# Baron Camelford
Baron Camelford, of Boconnoc in the County of Cornwall, war ein erblicher britischer Adelstitel in der Peerage of Great Britain.

## Verleihung und Erlöschen
Der Titel wurde am 5. Januar 1784 für den Unterhausabgeordneten Thomas Pitt geschaffen.
Der Titel erlosch am 10. März 1804, als sein einziger Sohn, der 2. Baron, bei einem Duell kinderlos starb.

## Liste der Barone Camelford (1784)
- Thomas Pitt, 1. Baron Camelford (1737–1793)
- Thomas Pitt, 2. Baron Camelford (1775–1804)